# Eurocopa 1988
La Eurocopa de fútbol de 1988 tuvo lugar en Alemania Federal entre el 10 y el 25 de junio de 1988, Alemania Federal ganó la sede de la Eurocopa de 1988 con cinco votos, venciendo así a países como Noruega, Suecia, Dinamarca e Inglaterra. 
Por entonces, solo ocho selecciones podían disputar el torneo final. Siete países se tuvieron que clasificar para la fase final, ya que Alemania Federal estaba clasificada automáticamente por ser el anfitrión del torneo. El último equipo que había sido campeón de la Eurocopa, Francia, no consiguió la clasificación para la fase final. Fue la octava edición del certamen.
El campeón fue Países Bajos, tras vencer en la final por 2 a 0 a la Unión Soviética en el Olympiastadion, consagrándose así por primera vez en el certamen. Este también sería el último torneo de la competición en el que participó el combinado soviético, ya que para la siguiente edición se presentaría bajo el nombre de Comunidad de Estados Independientes, debido a la disolución del país en 1991.

## Sedes
| Gelsenkirchen                                                                         | Fráncfort del Meno                                                                          | Colonia                                                                                     |
| ------------------------------------------------------------------------------------- | ------------------------------------------------------------------------------------------- | ------------------------------------------------------------------------------------------- |
| Parkstadion                                                                           | Waldstadion                                                                                 | Estadio Müngersdorfer                                                                       |
| Capacidad: 62 000                                                                     | Capacidad: 61 000                                                                           | Capacidad: 61 188                                                                           |
|                                                                                       |                                                                                             |                                                                                             |
| Múnich                                                                                | \| Hamburgo Hanóver Gelsenkirchen Düsseldorf Colonia Fráncfort del Meno Stuttgart Múnich \| | \| Hamburgo Hanóver Gelsenkirchen Düsseldorf Colonia Fráncfort del Meno Stuttgart Múnich \| |
| Estadio Olímpico de Múnich                                                            | \| Hamburgo Hanóver Gelsenkirchen Düsseldorf Colonia Fráncfort del Meno Stuttgart Múnich \| | \| Hamburgo Hanóver Gelsenkirchen Düsseldorf Colonia Fráncfort del Meno Stuttgart Múnich \| |
| Capacidad: 69 000                                                                     | \| Hamburgo Hanóver Gelsenkirchen Düsseldorf Colonia Fráncfort del Meno Stuttgart Múnich \| | \| Hamburgo Hanóver Gelsenkirchen Düsseldorf Colonia Fráncfort del Meno Stuttgart Múnich \| |
|                                                                                       | \| Hamburgo Hanóver Gelsenkirchen Düsseldorf Colonia Fráncfort del Meno Stuttgart Múnich \| | \| Hamburgo Hanóver Gelsenkirchen Düsseldorf Colonia Fráncfort del Meno Stuttgart Múnich \| |
| Hamburgo                                                                              | \| Hamburgo Hanóver Gelsenkirchen Düsseldorf Colonia Fráncfort del Meno Stuttgart Múnich \| | \| Hamburgo Hanóver Gelsenkirchen Düsseldorf Colonia Fráncfort del Meno Stuttgart Múnich \| |
| Volksparkstadion                                                                      | \| Hamburgo Hanóver Gelsenkirchen Düsseldorf Colonia Fráncfort del Meno Stuttgart Múnich \| | \| Hamburgo Hanóver Gelsenkirchen Düsseldorf Colonia Fráncfort del Meno Stuttgart Múnich \| |
| Capacidad: 61 200                                                                     | \| Hamburgo Hanóver Gelsenkirchen Düsseldorf Colonia Fráncfort del Meno Stuttgart Múnich \| | \| Hamburgo Hanóver Gelsenkirchen Düsseldorf Colonia Fráncfort del Meno Stuttgart Múnich \| |
|                                                                                       | \| Hamburgo Hanóver Gelsenkirchen Düsseldorf Colonia Fráncfort del Meno Stuttgart Múnich \| | \| Hamburgo Hanóver Gelsenkirchen Düsseldorf Colonia Fráncfort del Meno Stuttgart Múnich \| |
| Düsseldorf                                                                            | Hanover                                                                                     | Stuttgart                                                                                   |
| Rheinstadion                                                                          | Niedersachsenstadion                                                                        | Neckarstadion                                                                               |
| Capacidad: 55 850                                                                     | Capacidad: 50 423                                                                           | Capacidad: 71 000                                                                           |
|                                                                                       |                                                                                             |                                                                                             |
| Hamburgo Hanóver Gelsenkirchen Düsseldorf Colonia Fráncfort del Meno Stuttgart Múnich |                                                                                             |                                                                                             |

## Árbitros
| Alemania Democrática - Siegfried Kirschen Alemania Federal - Dieter Pauly Austria - Horst Brummeier Bélgica - Alexis Ponnet Escocia - Bob Valentine España - Emilio Soriano Aladrén Francia - Michel Vautrot | Inglaterra - Keith Hackett Italia - Paolo Casarin Países Bajos - Albert Thomas Portugal - José Rosa dos Santos Rumania - Ioan Igna Suecia - Erik Fredriksson Suiza - Bruno Galler |

## Equipos participantes
En cursiva los países debutantes en la competición.
| Equipos participantes | Equipos participantes | Equipos participantes | Equipos participantes |
| --------------------- | --------------------- | --------------------- | --------------------- |
| Alemania Federal      | España                | Irlanda               | Países Bajos          |
| Dinamarca             | Inglaterra            | Italia                | Unión Soviética       |

## Resultados
- Las horas indicadas en los partidos corresponden al huso horario local de Alemania Federal: Horario de verano de Europa occidental – CEST: (UTC+2).

### Fase de grupos
– Clasificado para las semifinales.

#### Grupo A
| Selección        | Pts | PJ | PG | PE | PP | GF | GC | Dif |
| ---------------- | --- | -- | -- | -- | -- | -- | -- | --- |
| Alemania Federal | 5   | 3  | 2  | 1  | 0  | 5  | 1  | 4   |
| Italia           | 5   | 3  | 2  | 1  | 0  | 4  | 1  | 3   |
| España           | 2   | 3  | 1  | 0  | 2  | 3  | 5  | −2  |
| Dinamarca        | 0   | 3  | 0  | 0  | 3  | 2  | 7  | −5  |

| 10 de junio de 1988, 20:15 | Alemania Federal | 1:1 (0:0) | Italia      | Rheinstadion, Düsseldorf                                  |                                                           |
|                            | Brehme 55'       |           | Mancini 52' | Asistencia: 62 552 espectadores Árbitro(s): Keith Hackett | Asistencia: 62 552 espectadores Árbitro(s): Keith Hackett |

| 11 de junio de 1988, 15:30 | Dinamarca                    | 2:3 (1:1) | España                                    | Niedersachsenstadion, Hanóver                             |                                                           |
|                            | M. Laudrup 24' · Povlsen 82' |           | Míchel 5' · Butragueño 53' · Gordillo 66' | Asistencia: 60 366 espectadores Árbitro(s): Albert Thomas | Asistencia: 60 366 espectadores Árbitro(s): Albert Thomas |

| 14 de junio de 1988, 17:15                                           | Alemania Federal         | 2:0 (1:0) | Dinamarca | Parkstadion, Gelsenkirchen                                |                                                           |
|                                                                      | Klinsmann 10' · Thon 85' |           |           | Asistencia: 64 812 espectadores Árbitro(s): Bob Valentine | Asistencia: 64 812 espectadores Árbitro(s): Bob Valentine |
| Primera eliminación de Dinamarca en una primera fase de la Eurocopa. |                          |           |           |                                                           |                                                           |

| 14 de junio de 1988, 20:15 | Italia     | 1:0 (0:0) | España | Waldstadion, Fráncfort del Meno                              |                                                              |
|                            | Vialli 73' |           |        | Asistencia: 51 790 espectadores Árbitro(s): Erik Fredriksson | Asistencia: 51 790 espectadores Árbitro(s): Erik Fredriksson |

| 17 de junio de 1988, 20:15 | Alemania Federal | 2:0 (1:0) | España | Estadio Olímpico, Múnich                                   |                                                            |
|                            | Völler 29', 51'  |           |        | Asistencia: 72 308 espectadores Árbitro(s): Michel Vautrot | Asistencia: 72 308 espectadores Árbitro(s): Michel Vautrot |

| 17 de junio de 1988, 20:15 | Italia                          | 2:0 (0:0) | Dinamarca | Estadio Müngersdorfer, Colonia                           |                                                          |
|                            | Altobelli 67' · De Agostini 87' |           |           | Asistencia: 53 951 espectadores Árbitro(s): Bruno Galler | Asistencia: 53 951 espectadores Árbitro(s): Bruno Galler |

#### Grupo B
| Selección       | Pts | PJ | PG | PE | PP | GF | GC | Dif |
| --------------- | --- | -- | -- | -- | -- | -- | -- | --- |
| Unión Soviética | 5   | 3  | 2  | 1  | 0  | 5  | 2  | 3   |
| Países Bajos    | 4   | 3  | 2  | 0  | 1  | 4  | 2  | 2   |
| Irlanda         | 3   | 3  | 1  | 1  | 1  | 2  | 2  | 0   |
| Inglaterra      | 0   | 3  | 0  | 0  | 3  | 2  | 7  | −5  |

| 12 de junio de 1988, 15:30 | Inglaterra | 0:1 (0:1) | Irlanda     | Neckarstadion, Stuttgart                                       |                                                                |
| |            |           | Houghton 6' | Asistencia: 51 573 espectadores Árbitro(s): Siegfried Kirschen | Asistencia: 51 573 espectadores Árbitro(s): Siegfried Kirschen |
| Debut absoluto de Irlanda en una Eurocopa; además, Ray Houghton marcó el primer gol irlandés en la competición. Primera victoria de Irlanda en la competición. |            |           |             |                                                                |                                                                |

| 12 de junio de 1988, 20:15 | Países Bajos | 0:1 (0:0) | Unión Soviética | Estadio Müngersdorfer, Colonia                           |                                                          |
|                            |              |           | Rats 52'        | Asistencia: 60 000 espectadores Árbitro(s): Dieter Pauly | Asistencia: 60 000 espectadores Árbitro(s): Dieter Pauly |

| 15 de junio de 1988, 17:15 | Inglaterra | 1:3 (0:1) | Países Bajos             | Rheinstadion, Düsseldorf                                  |                                                           |
|                            | Robson 53' |           | van Basten 44', 71', 75' | Asistencia: 63 940 espectadores Árbitro(s): Paolo Casarin | Asistencia: 63 940 espectadores Árbitro(s): Paolo Casarin |

| 15 de junio de 1988, 20:15 | Irlanda    | 1:1 (1:0) | Unión Soviética | Niedersachsenstadion, Hanóver                                      |                                                                    |
|                            | Whelan 38' |           | Protásov 74'    | Asistencia: 38 308 espectadores Árbitro(s): Emilio Soriano Aladrén | Asistencia: 38 308 espectadores Árbitro(s): Emilio Soriano Aladrén |

| 18 de junio de 1988, 15:30 | Inglaterra | 1:3 (1:2) | Unión Soviética                                 | Waldstadion, Fráncfort del Meno                                  |                                                                  |
|                            | Adams 16'  |           | Aleinikov 3' · Mikhailichenko 28' · Pasulko 72' | Asistencia: 53 000 espectadores Árbitro(s): José Rosa dos Santos | Asistencia: 53 000 espectadores Árbitro(s): José Rosa dos Santos |

| 18 de junio de 1988, 15:30                                                   | Irlanda | 0:1 (0:0) | Países Bajos | Parkstadion, Gelsenkirchen                                  |                                                             |
|                                                                              |         |           | Kieft 82'    | Asistencia: 70 800 espectadores Árbitro(s): Horst Brummeier | Asistencia: 70 800 espectadores Árbitro(s): Horst Brummeier |
| Primera clasificación de los Países Bajos a una segunda fase de la Eurocopa. |         |           |              |                                                             |                                                             |

### Fase de eliminación
|  | Semifinales             | Semifinales  |                      |   | Final | Final |
|  |                         |              |                      |   |       |       |
|  | 22 de junio – Stuttgart |              |                      |   |       |       |
|  |                         |              |                      |   |       |       |
|  | Unión Soviética         | 2            |                      |   |       |       |
|  | Unión Soviética         | 2            | 25 de junio – Múnich |   |       |       |
|  | Italia                  | 0            |                      |   |       |       |
|  | Italia                  | 0            | Unión Soviética      | 0 |       |       |
|  | 21 de junio – Hamburgo  |              | Unión Soviética      | 0 |       |       |
|  |                         | Países Bajos | 2                    |   |       |       |
|  | Alemania Federal        | Países Bajos | 2                    | 1 |       |       |
|  | Alemania Federal        |              |                      | 1 |       |       |
|  | Países Bajos            | 2            |                      |   |       |       |
|  | Países Bajos            | 2            |                      |   |       |       |

#### Semifinales
| 21 de junio de 1988, 20:15                                            | Alemania Federal    | 1:2 (0:0) | Países Bajos                          | Volksparkstadion, Hamburgo                            |                                                       |
|                                                                       | Matthäus 55' (pen.) |           | R. Koeman 74' (pen.) · van Basten 88' | Asistencia: 61 330 espectadores Árbitro(s): Ioan Igna | Asistencia: 61 330 espectadores Árbitro(s): Ioan Igna |
| Primera clasificación de los Países Bajos a la final de una Eurocopa. |                     |           |                                       |                                                       |                                                       |

| 22 de junio de 1988, 20:15                                                                  | Unión Soviética                 | 2:0 (0:0) | Italia | Neckarstadion, Stuttgart                                  |                                                           |
|                                                                                             | Litovtchenko 58' · Protásov 62' |           |        | Asistencia: 61 606 espectadores Árbitro(s): Alexis Ponnet | Asistencia: 61 606 espectadores Árbitro(s): Alexis Ponnet |
| Primera derrota de Italia en una Eurocopa, luego de tres participaciones en la competición. |                                 |           |        |                                                           |                                                           |

#### Final
| 25 de junio de 1988, 15:30 | Unión Soviética | 0:2 (0:1) | Países Bajos                | Estadio Olímpico, Múnich                                   |                                                            |
|                            |                 |           | Gullit 32' · van Basten 54' | Asistencia: 72 308 espectadores Árbitro(s): Michel Vautrot | Asistencia: 72 308 espectadores Árbitro(s): Michel Vautrot |

|                             |
| Bandera de los Países Bajos |
| Campeón Países Bajos        |
| 1.er título                 |

## Estadísticas

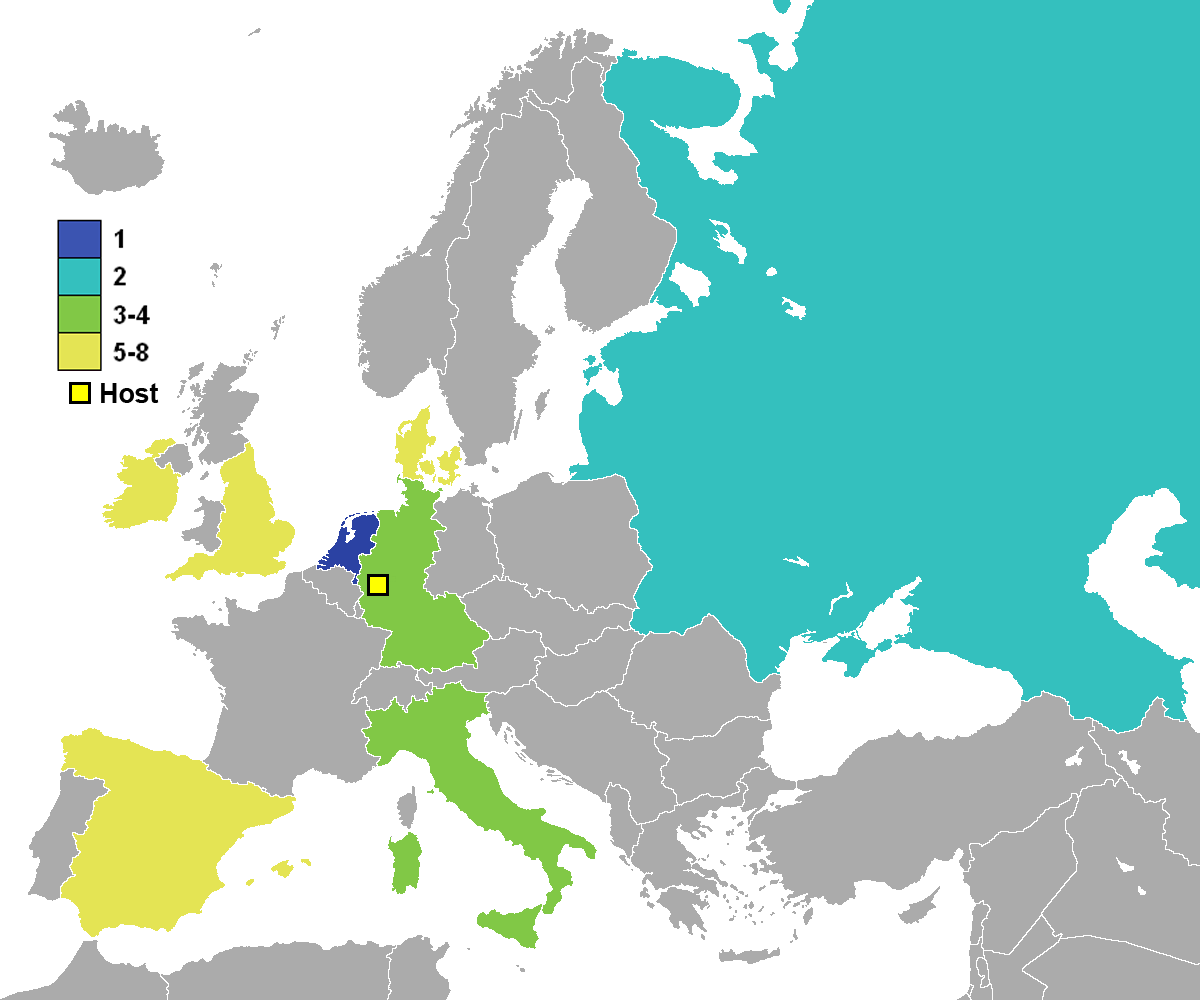
Mapa según los resultados de la Euro 1988.

### Clasificación general
Nota: Las tablas de rendimiento no reflejan la clasificación final de los equipos, sino que muestran el rendimiento de los mismos atendiendo a la ronda final alcanzada.
| Pos. | Selección        | Pts | PJ | PG | PE | PP | GF | GC | Dif. | Rend.  |
| ---- | ---------------- | --- | -- | -- | -- | -- | -- | -- | ---- | ------ |
| 1    | Países Bajos     | 8   | 5  | 4  | 0  | 1  | 8  | 3  | 5    | 80%    |
| 2    | Unión Soviética  | 7   | 5  | 3  | 1  | 1  | 7  | 4  | 3    | 70%    |
| 3    | Alemania Federal | 5   | 4  | 2  | 1  | 1  | 6  | 3  | 3    | 62.5%  |
| 4    | Italia           | 5   | 4  | 2  | 1  | 1  | 4  | 3  | 1    | 62.5%  |
| 5    | Irlanda          | 3   | 3  | 1  | 1  | 1  | 2  | 2  | 0    | 50%    |
| 6    | España           | 2   | 3  | 1  | 0  | 2  | 3  | 5  | −2   | 33.33% |
| 7    | Inglaterra       | 0   | 3  | 0  | 0  | 3  | 2  | 7  | −5   | 0%     |
| 8    | Dinamarca        | 0   | 3  | 0  | 0  | 3  | 2  | 7  | −5   | 0%     |

## Goleadores
5 goles
- Marco van Basten

2 goles
- Oleh Protasov
- Rudi Völler

1 gol
- Michael Laudrup
- Flemming Povlsen
- Tony Adams
- Bryan Robson
- Alessandro Altobelli
- Luigi De Agostini
- Roberto Mancini
- Gianluca Vialli
- Ruud Gullit
- Wim Kieft
- Ronald Koeman
- Ray Houghton
- Ronnie Whelan
- Sergei Aleinikov
- Hennadiy Lytovchenko
- Oleksiy Mykhaylychenko
- Viktor Pasulko
- Vasyl Rats
- Emilio Butragueño
- Rafael Gordillo
- Míchel
- Andreas Brehme
- Jürgen Klinsmann
- Lothar Matthäus
- Olaf Thon

## Equipo Ideal
Equipo Ideal del torneo:
| Guardameta         | Defensas                                                    | Centrocampistas                               | Delanteros                                   |
| ------------------ | ----------------------------------------------------------- | --------------------------------------------- | -------------------------------------------- |
| Hans van Breukelen | Giuseppe Bergomi Paolo Maldini Ronald Koeman Frank Rijkaard | Giuseppe Giannini Jan Wouters Lothar Matthäus | Gianluca Vialli Ruud Gullit Marco van Basten |

## Símbolos

### Mascota
Alemania Federal introdujo a Berni, un simpático conejo blanco con orejas largas, vestido con los colores del equipo alemán. Berni se destacó por su actitud amigable y energética, representando la vitalidad y el entusiasmo de los anfitriones.

### Balón oficial

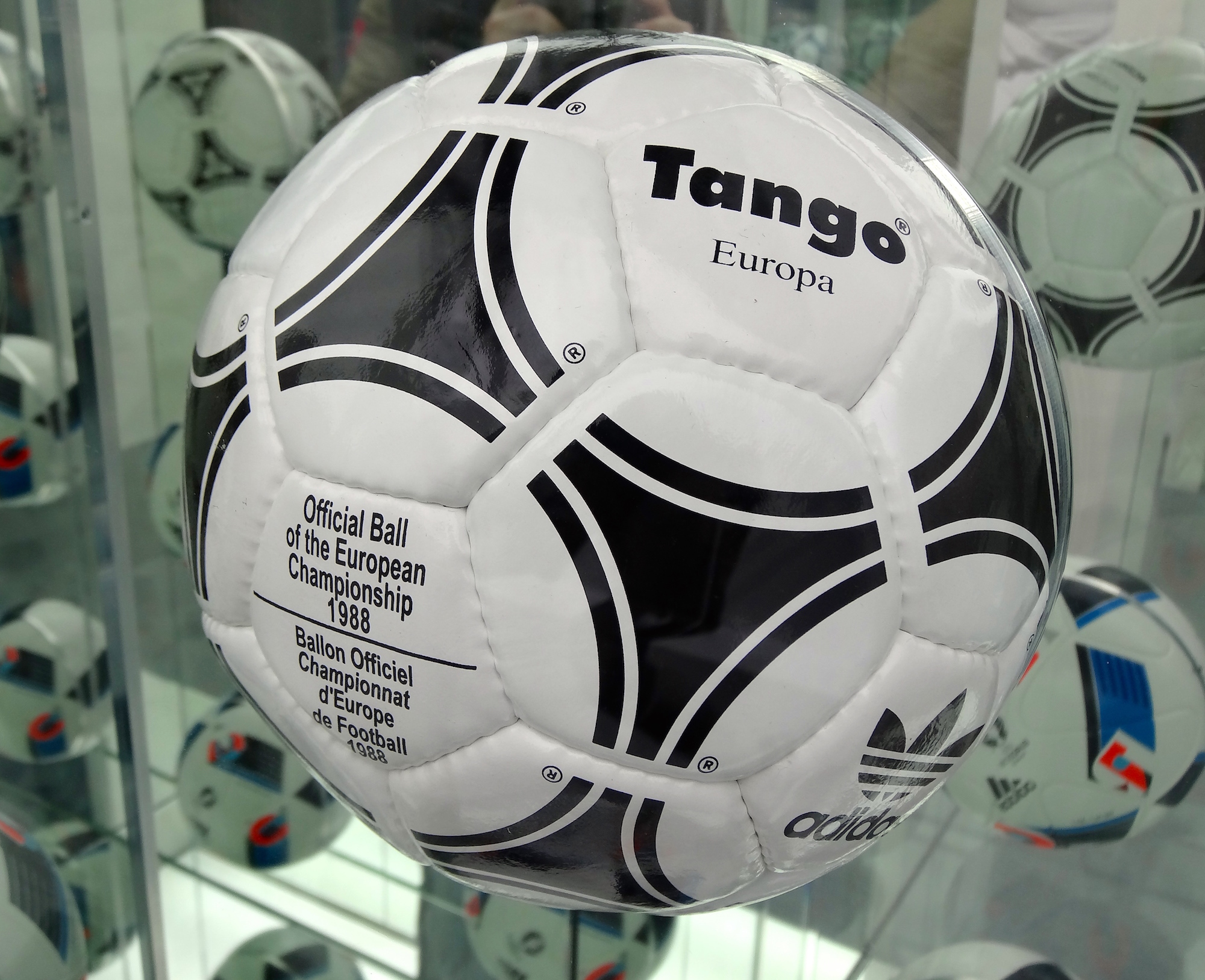
Balón oficial del torneo el "Tango"

El Adidas Tango. El tercero de los nuevos diseños de Tango usado para una EURO tras 1980 y 1984. También se utilizó en la Copa Mundial de la FIFA de 1978 y hacía referencia a la cultura del país anfitrión, Argentina. 